# Бадминтон на Летњим олимпијским играма 2000.
Бадминтон на Летњим олимпијским играма 2000. године одржан је у Павиљону 3 Олимпијског парка у Сиднеју од 17. до 23. септембра. И мушкарци и жене такмичили су се у својим појединачним и дубловима, а заједно су се такмичили у мјешовитим паровима.

## Освајачи медаља
| Дисциплина                  | Злато                                     | Сребро                                       | Бронза                                             |
| Мушкарци појединачно детаљи | Ji Xinpeng · Кина                         | Hendrawan · Индонезија                       | Xia Xuanze · Кина                                  |
| Мушки парови детаљи         | Индонезија · Tony Gunawan · Candra Wijaya | Јужна Кореја · Lee Dong-soo · Yoo Yong-sung  | Јужна Кореја · Ha Tae-kwon · Kim Dong-moon         |
| Жене појединачно детаљи     | Gong Zhichao · Кина                       | Camilla Martin · Данска                      | Ye Zhaoying · Кина                                 |
| Женски парови детаљи        | Кина · Ge Fei · Gu Jun                    | Кина · Huang Nanyan · Yang Wei               | Кина · Gao Ling · Qin Yiyuan                       |
| Мјешовити парови детаљи     | Кина · Џанг Јун · Гао Линг                | Индонезија · Tri Kusharyanto · Minarti Timur | Уједињено Краљевство · Simon Archer · Joanne Goode |

## Биланс медаља
| Ранг       | Држава               | Злато | Сребро | Бронза | Укупно |
| 1          | Кина                 | 4     | 1      | 3      | 8      |
| 2          | Индонезија           | 1     | 2      | 0      | 3      |
| 3          | Јужна Кореја         | 0     | 1      | 1      | 2      |
| 4          | Данска               | 0     | 1      | 0      | 1      |
| 5          | Уједињено Краљевство | 0     | 0      | 1      | 1      |
| Укупно (5) | Укупно (5)           | 5     | 5      | 5      | 15     |

## Земље учеснице
На овом догађају учествовало је укупно 28 земаља.
- Аустралија (7)
- Белгија (1)
- Бугарска (4)
- Канада (6)
- Кина (17)
- Данска (18)
- Финска (2)
- Француска (3)
- Немачка (6)
- Уједињено Краљевство (12)
- Хонгконг (4)
- Индија (2)
- Индонезија (19)
- Ирска (1)
- Јапан (9)
- Јужна Кореја (12)
- Малезија (6)
- Маурицијус (5)
- Холандија (8)
- Пољска (3)
- Португалија (1)
- Русија (3)
- Словенија (1)
- Кинески Тајпеј (5)
- Шведска (6)
- Тајланд (6)
- Украјина (3)
- Сједињене Америчке Државе (1)